# Kielmeyera paniculata
Kielmeyera paniculata là một loài thực vật có hoa trong họ Calophyllaceae. Loài này được Rusby mô tả khoa học đầu tiên năm 1896.